# 亚历山大·阿纽科夫
亚历山大·阿纽科夫（俄語：Александр Геннадьевич Анюков，拉丁化：Aleksandr Anyukov，1982年9月28日—）是一名俄羅斯足球教练，運動員时期擔任後衛，現为俄超球隊辛尼特助理教练。他曾是俄羅斯國家隊的主力球員，在2008年歐洲國家盃有出色表現。

## 成就
- 歐洲超級盃
  - 冠軍：2008年
- 歐洲足協盃
  - 冠軍：2008年
- 俄羅斯超級聯賽
  - 冠軍：2007年
  - 季軍：2004年
- 俄羅斯盃
  - 亞軍：2003/04

## 外部連結
- 辛尼特 安尤哥夫資料 （俄文）
- 蘇維杜夫 安尤哥夫資料（页面存档备份，存于） （俄文）
- 辛尼特 安尤哥夫相集